# Becquigny, Aisne

Becquigny este o comună în departamentul Aisne din nordul Franței. În 1 ianuarie 2022 avea o populație de 263 de locuitori.